# Santi Domenico e Sisto
Santi Domenico e Sisto és una església de Roma seu del títol cardenalici des de 2003. Es troba a Largo Angelicum al Quirinal i està dedicada a Sant Domènec i Sant Sixt. Forma part del rione de Monti.

## Història

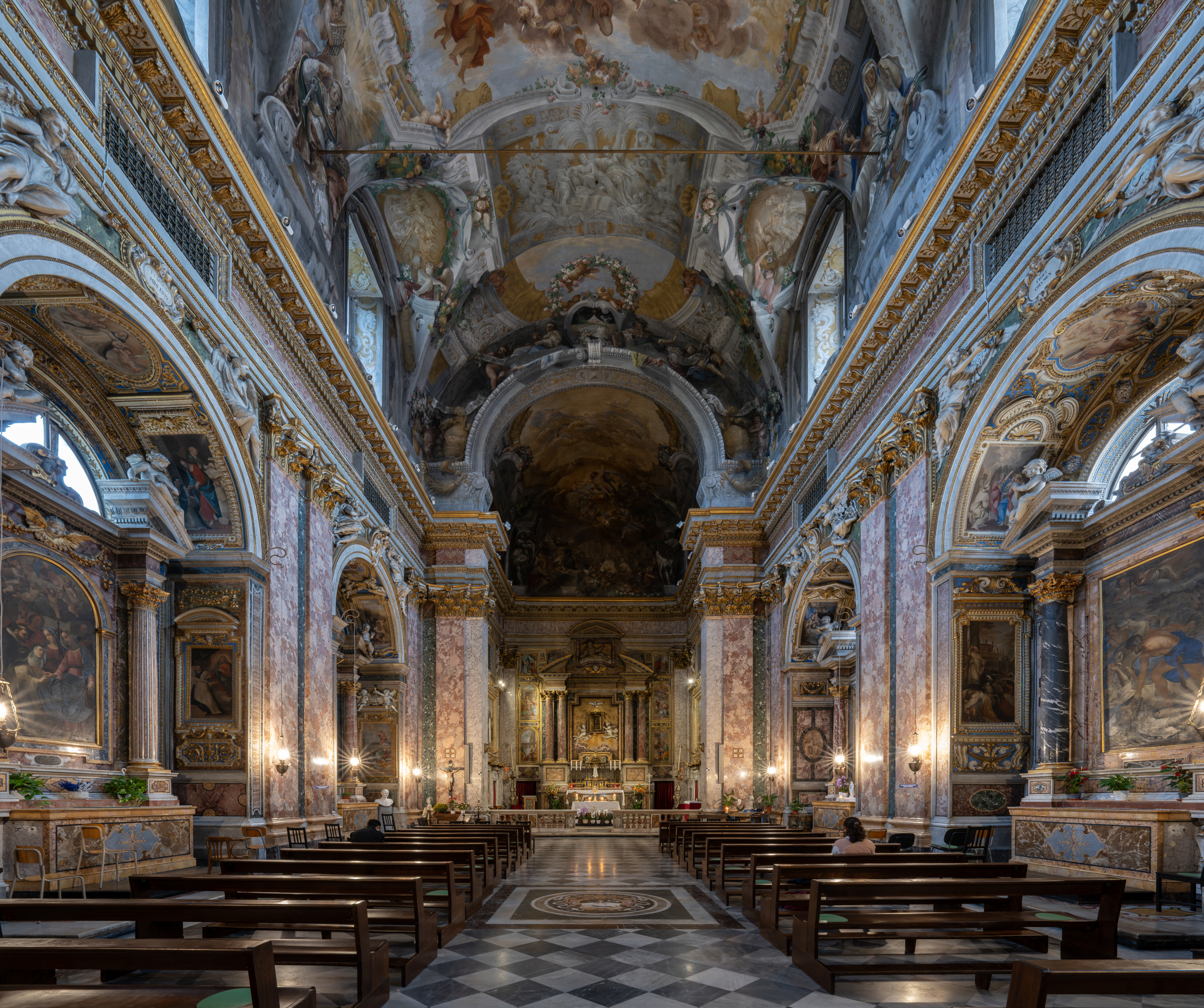
Interior de l'església

La primera església en aquest lloc es va anomenar Santa Maria Magnanapoli i es va construir abans del segle xi. Pertanyia a l'orde de les monges dominiques del convent de Sant Sixt a les Termes de Caracal·la (anomenat San Sisto Vecchio).
L'església actual es va construir a instàncies del papa Pius V, ell mateix dominicà. Les obres de construcció es van iniciar el 1569 i el 1575 es van iniciar les del convent. El plànol original era una obra de Giacomo della Porta, tot i que el llarg període de construcció (les obres només es van acabar el 1663) també va emprar altres arquitectes. La part inferior va ser dissenyada per Nicola Torriani i la part superior per Torriani o Vincenzo della Greca. Sens dubte, Della Greca va construir la façana barroca de travertí el 1646, amb el seu germà Felice, però la doble escala del 1654 és atribuïda a Orazio Torriani. A la façana s'insereixen quatre estàtues: les dues estàtues inferiors representen Sant Tomàs d'Aquino i Sant Pere de Verona i són de Carlo Maderno, mentre que les dues estàtues superiors representen Sant Domènec i el Papa Sixt II i són de Marcantonio Canini.
Gian Lorenzo Bernini va dissenyar l'altar major, la primera capella al costat sud, l'altar d'aquesta capella i el grup d'escultures Noli me tangere per a aquesta capella el 1649 (no va ser ell qui va esculpir físicament sinó el seu alumne Antonio Raggi) .
El fresc del sostre, L'apoteosi de Sant Domènec, va ser pintat el 1674 per Domenico Maria Canuti, amb trompe-l'œil creat per Enrico Haffner.

## El títol cardenalici
Santi Domenico e Sisto és una diaconia establerta pel papa Joan Pau II el 2003. Els cardenals tenen el títol de Cardenal diaca.
- Georges Cottier, (21 d'octubre de 2003 – 12 de juny de 2014) i amb títol pro hac vice (12 de juny de 2014 - 31 de març de 2016, mort)
- José Tolentino Mendonça, des del 5 d'octubre de 2019